# Francão de Colónia
Francão de Colónia (em latim: Franco; ca.1215?-ca.1270?), também conhecido como 'Francão Teutônico', foi um teórico musical do século XIII.
A sua obra mais conhecida é o tratado Ars cantus mensurabilis (ca. 1260) sobre a notação mensural da música ou notação franconiana, mediante a qual a duração de um som é determinado pela grafia utilizada para a anotar, independentemente do contexto musical em que se encontre.

## Biografia
Francão refere-se a si mesmo, no mencionado tratado, como capelão papal e preceptor dos Cavaleiros Hospitalários de São João em Colónia. Em algumas fontes, é mencionado como Francão de Paris, cidade que provavelmente visitou com frequência devido à estreita relação da sua obra com a Escola de Notre Dame.
Segundo escreveu Jacobus Leodiensis, no seu Speculum musicæ, Francão havia sido também compositor, ainda que não se conservem actualmente obras que lhe possam ser atribuídas com certeza. O moteto Homo miserabilis, brumans est mors seria uma das suas composições.

## Obra
O sua obra Ars cantus mensurabilis é um tratado prático que contém numerosos exemplos musicais sobre os diferentes géneros como o órgano, o discanto, a polifonia, o conductus, assim como os modos rítmicos. A sua ideia fundamental é a de que as notas, pela sua aparência visual, podem conotar a sua duração, ou valor rítmico, para além do seu valor melódico ou altura.
A denominação moteto franconiano é uma referência a Francão de Colónia. Neste tipo de moteto e diferentemente dos motetos típicos da Escola de Notre Dame, não se usa a notação por meio de modos rítmicos.